# Dance Dance Revolution Mario Mix
Dance Dance Revolution Mario Mix (Dancing Stage Mario Mix na Europa e Dance Dance Revolution with Mario no Japão) é um jogo da linha Dance Dance Revolution, lançado pela Nintendo e pela Konami para o Nintendo Game Cube. DDR Mario Mix é o primeiro jogo da linha DDR lançado fora do Japão para um console da Nintendo.

## Músicas
| Título (em inglês)             | Jogo                                | Canção Original                    | Compositor Original     | Título (em japonês)                                   |
| ------------------------------ | ----------------------------------- | ---------------------------------- | ----------------------- | ----------------------------------------------------- |
| Here We Go!                    | Super Mario Bros.                   | Overworld                          | Koji Kondo              | ヒア・ウィ・ゴー (Hia Wi Gō)                          |
| Underground Mozart*            | Mario Bros.                         | Eine Kleine Nachtmusik             | Wolfgang Amadeus Mozart | 土管の中のモーツァルト (Dokan no Naka no Mōtsaruto)   |
| Pipe Pop                       | Speedy Gonzales (GameBoy game)      | Turkish March                      | Wolfgang Amadeus Mozart | パペットダンス (Papetto Dansu)                        |
| Garden Boogie                  |                                     | Carmen                             | Georges Bizet           | パラパラカルメン (Parapara Karumen)                   |
| Destruction Dance              | Wrecking Crew                       | Bonus Stage                        | Koji Kondo              | 月夜にぶちこわせ (Tsukiyo ni Buchikowase)             |
| Jump! Jump! Jump!              | Super Mario Bros. 3                 | Overworld 2                        | Koji Kondo              | ジャンプ！ジャンプ！ジャンプ！ (Janpu! Janpu! Janpu!) |
| Fishing Frenzy*                | Yoshi's Cookie                      | Csikos Post                        | Hermann Necke           | みんなでパーティタイム (Minna de Pāti Taimu)          |
| Pirate Dance                   | Super Mario World                   | Overworld                          | Koji Kondo              | 転がるコインのように (Korogaru Koin no Yō ni)         |
| In the Whirlpool*              |                                     | Pomp and Circumstance              | Edward Elgar            | 風のかなたに (Kaze no Kanata ni)                      |
| Step by Step                   | Super Mario World                   | Bonus Stage                        | Koji Kondo              | ステップ・バイ・ステップ (Suteppu Bai Suteppu)        |
| Blooper Bop                    | Super Mario Bros.                   | Underwater                         | Koji Kondo              | 泳げ四分音符 (Oyoge Shibun Onpu)                      |
| Hammer Dance                   | Super Mario Bros. 3                 | Overworld 1                        | Koji Kondo              | クエ・テ・バヤ・マリオ (Kue Te Baya Mario)            |
| Rollercoasting                 | Mario Kart: Double Dash!!           | Circuits                           | Shinobu Tanaka          | スーパーマシーン (Sūpā Mashīn)                        |
| Boo Boogie*                    | Super Mario Bros. 2                 | Overworld                          | Koji Kondo              | ほっぴンちょっぴン (Hoppin Choppin)                   |
| Moustache, Barrel, and Gorilla | Donkey Kong                         | Various                            | Shigeru Miyamoto        | ヒゲとタルとゴリラ (Hige to Taru to Gorira)           |
| Starring Wario!                | Wario World                         | Greenhorn Forest                   | Minako Hamano           | オレ様がスターだ! (Ore-sama ga Sutā da!)              |
| Frozen Pipes                   |                                     | Old Folks at Home                  | Stephen Collins Foster  | 気分はハイ・ホー (Kibun wa Hai Hō)                    |
| Cabin Fever*                   | Mario Party 5                       | Lots of Toys                       | Aya Tanaka              | マリオのカーニバル (Mario no Kānibaru)                |
| Ms. Mowz's Song                | Paper Mario: The Thousand-Year Door | Theme of Ms. Mowz; X-Naut Fortress | Yuka Tsujiyoko          | チューチューテクノ (Chū Chū Tekuno)                   |
| Deep Freeze                    | Dr. Mario                           | Fever                              | Hirokazu "Hip" Tanaka   | ハッピーハッピーダンス (Happī Happī Dansu)            |
| Rendezvous on Ice*             |                                     | Les Pâtineurs                      | Emile Waldteufel        | 氷の上でランデブー (Kōri no Ue de Randebū)            |
| Midnight Drive                 | Mario Kart 64                       | Introduction                       | Kenta Nagata            | 真夜中のドライブ (Mayonaka no Doraibu)                |
| Always Smiling                 |                                     | Tritsch-Tratsch-Polka              | Johann Strauss II       | きっと笑顔がイチバンさ (Kitto Egao ga Ichiban sa)     |
| Bowser's Castle                | Mario Kart: Double Dash!!           | Bowser's Castle                    | Kenta Nagata            | ワガハイはボスである! (Wagahai wa Bosu de Aru!)       |
| Up, Down, Left, Right          | Mario Paint                         | Twinkle, Twinkle, Little Star      |                         | ゼン・ゴ・サ・ユウ (Zen Go Sa Yū)                     |
| Choir on the Green             |                                     | Ah, Lovely Meadow                  | Anonymous               | 緑の上の大合唱 (Midori no Ue no Daigasshō)            |
| Hop, Mario!                    | Super Mario World                   | Opening                            | Koji Kondo              | ホップステップマリオ (Hoppu Suteppu Mario)            |
| Where's the Exit?              | Super Mario Bros.                   | Underground                        | Koji Kondo              | 出口はどこだ!? (Deguchi wa Doko da!?)                 |
| Piroli                         | Famicom Disk System                 | Bios                               |                         | ピ・ロ・リ (Pi Ro Ri)                                 |

## Avaliação
| Publicação                      | Nota                                |                                     |
| ------------------------------- | ----------------------------------- | ----------------------------------- |
| GameSpot                        | GCN: 7,0 de 10                      |                                     |
| IGN                             | GCN: 8,0 de 10                      |                                     |
| GameSpy                         | GCN: 3 de 5                         |                                     |
| X-Play                          | GCN: 3 de 5                         |                                     |
| Compilação de várias avaliações |                                     |                                     |
| Game Rankings                   | GCN: 71,8% (baseado em 31 análises) | GCN: 71,8% (baseado em 31 análises) |
| Metacritic                      | GCN: 69% (baseado em 28 análises)   | GCN: 69% (baseado em 28 análises)   |